# レイチェル・ワイズ
レイチェル・ワイズ（Rachel Weisz, 1970年3月7日 - ）は、イギリスの女優。姓の発音は、出身国においては（英語）ワイズと呼ばれがちだが、父の母語ハンガリー語ではヴェイス、母の母語ドイツ語ではヴァイスと発音される。レイチェル自身は、自分の姓の発音は「ヴァイス」であると表明している。

## 生い立ち
イングランド・ロンドンのウェストミンスターで生まれ、ハムステッド・ガーデン・サバーブで育つ。父親のジョージ・ワイズはハンガリー出身の発明家、母親のエディット・ルート・ワイズ（旧姓ティーヒ）はオーストリア・ウィーン出身で元教師の心理療法士。父方のルーツはユダヤ系ハンガリー人であり、母方もユダヤ系イタリア人の血を引いている。レイチェルが15歳の時に両親は離婚した。妹のミニー・ワイズはアーティストである。
ケンブリッジ大学で英文学を学んでいたが、演技に興味を持つようになり劇団「Talking Tongues」を結成、エディンバラ・フェスティバルで公演し、ガーディアン賞を受賞する。

## キャリア
1993年にデビューし、主にテレビ映画などに出演。1995年に『デスマシーン』で映画デビュー。同年にショーン・マサイアス演出による舞台『生活の設計』での大胆な演技が評判となり、これを見たベルナルド・ベルトルッチが1996年公開の『魅せられて』に起用。また、同年公開の『チェーン・リアクション』でキアヌ・リーブスの相方を演じハリウッド作品に初出演する。
1999年公開の大ヒット作『ハムナプトラ/失われた砂漠の都』で国際的に名前が知られるようになる。以降、ラブコメやアクションなど、様々な映画に出演する。出世作『チェーン・リアクション』でペアを組んだキアヌ・リーブスとは『コンスタンティン』で再共演している。2005年公開のイギリス映画『ナイロビの蜂』の演技で、第78回アカデミー賞助演女優賞、第63回ゴールデングローブ賞助演女優賞を受賞。

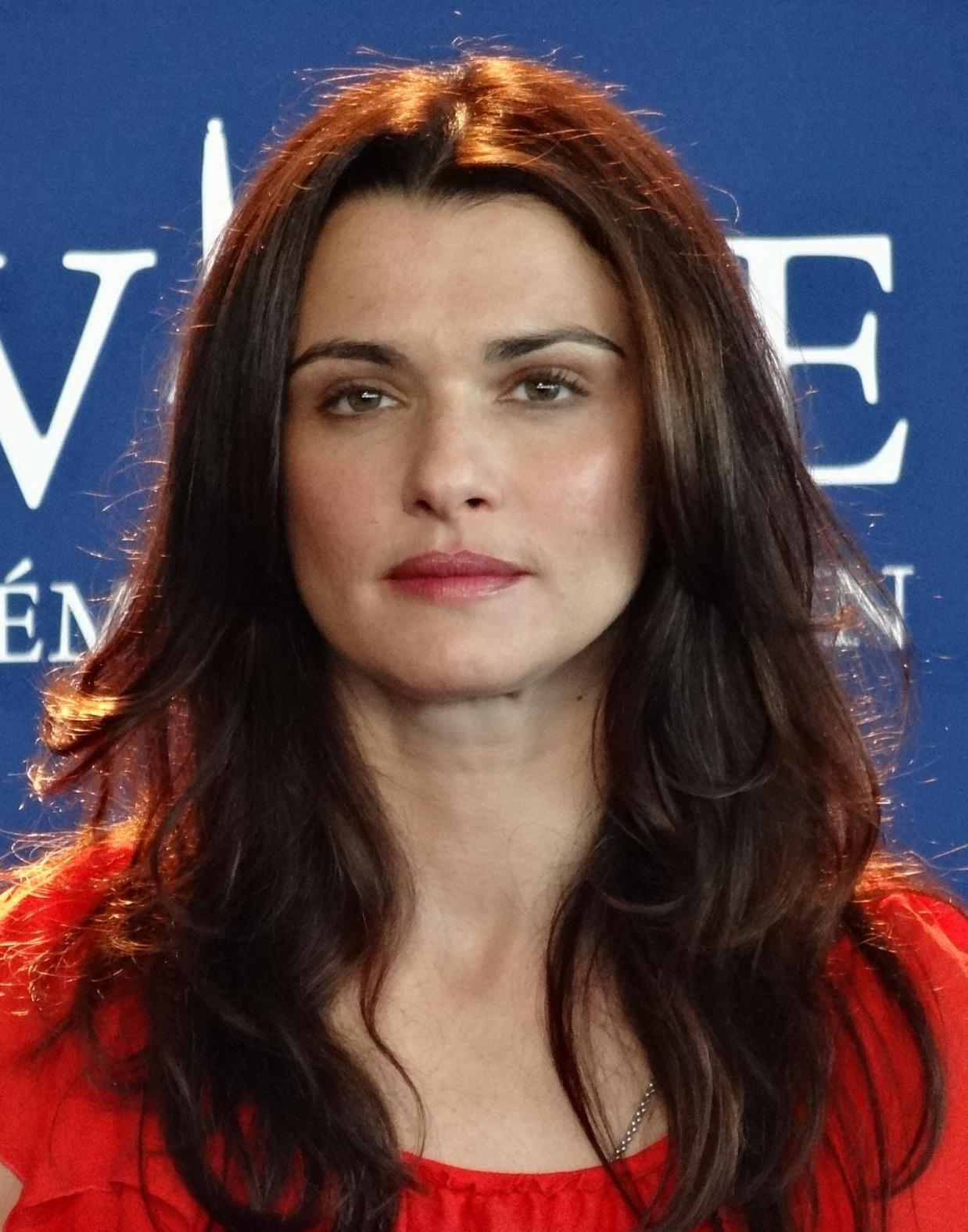
2012年、ドーヴィル・アメリカ映画祭でのワイズ

自身が制作に関わっている2017年公開の『ロニートとエスティ 彼女たちの選択』では、自身初となるレズビアンの女性を演じレイチェル・マクアダムスと濃厚なキスシーンを演じた。

## 私生活
アレッサンドロ・ニヴォラ、サム・メンデスなどとの交際を経てアメリカの映画監督ダーレン・アロノフスキーと婚約。2006年5月31日に長男（ヘンリー・チャンス）を出産、ニューヨーク市内のマンハッタンで事実婚生活を送っていたが2010年11月、既に破局していると発表。
映画『ドリームハウス』での共演をきっかけに、2010年12月頃から俳優のダニエル・クレイグと交際。2011年6月22日に結婚した。同年、アメリカの市民権を取得。2018年9月1日、クレイグとの間の第一子である女児が誕生したと報じられた。

## 主な出演作品

### 映画
| 公開年 | 邦題 原題                                                      | 役名                                                  | 備考 | 吹き替え                                                         |
| ------ | -------------------------------------------------------------- | ----------------------------------------------------- | --- | ---------------------------------------------------------------- |
| 1995   | デスマシーン Death Machine                                     | 幹部補佐                                              | 日本では劇場未公開 |                                                                  |
| 1996   | チェーン・リアクション Chain Reaction                          | Dr. リリー・シンクレア                                | | 塩田朋子（ソフト版） 麻生侑里（テレビ朝日版）                    |
| 1996   | 魅せられて Stealing Beauty                                     | ミランダ・フォックス                                  | | 加藤優子                                                         |
| 1997   | ベント/堕ちた饗宴 Bent                                         | 売春婦                                                | |                                                                  |
| 1997   | インディアナポリスの夏/青春の傷痕 Going All the Way            | マーティ・ビルチャー                                  | |                                                                  |
| 1997   | 輝きの海 Swept from the Sea                                    | エイミー・フォスター                                  | |                                                                  |
| 1998   | アイ ウォント ユー I Want You                                  | ヘレン                                                | | 土井美加                                                         |
| 1998   | My Summer with Des                                             | ロージー                                              | テレビ映画 | N/A                                                              |
| 1998   | スカートの翼ひろげて The Land Girls                            | アグ（アガパンサス）                                  | |                                                                  |
| 1999   | ハムナプトラ/失われた砂漠の都 The Mummy                        | エヴリン・カナハン                                    | | 石塚理恵（ソフト版） 田中敦子（日本テレビ版）                    |
| 1999   | 太陽の雫 Sunshine                                              | グレタ                                                | | 田中敦子                                                         |
| 1999   | チューブ・テイルズ Tube Tales                                  | アンジェラ                                            | 「ローズバッド」 |                                                                  |
| 2000   | ビューティフル・クリーチャー Beautiful Creatures               | ペチューラ                                            | |                                                                  |
| 2001   | スターリングラード Enemy at the Gates                          | ターニャ・チェルノワ                                  | | 田中敦子（ソフト版） 冬馬由美（日本テレビ版） 不明（機内上映版） |
| 2001   | ハムナプトラ2/黄金のピラミッド The Mummy Returns               | エヴリン・カナハン・オコーネル / 王女ネフェルティティ | | 石塚理恵（ソフト版、テレビ朝日版） 玉川砂記子（フジテレビ版）    |
| 2002   | アバウト・ア・ボーイ About a Boy                               | レイチェル                                            | | 林佳代子                                                         |
| 2003   | コンフィデンス Confidence                                      | リリー                                                | | 井上喜久子                                                       |
| 2003   | 彼氏がステキになったワケ The Shape of Things                   | エヴリン・アン・トンプソン                            | |                                                                  |
| 2003   | ニューオーリンズ・トライアル Runaway Jury                      | マーリー                                              | | 田中敦子（ソフト版） 不明（機内上映版）                          |
| 2004   | 隣のリッチマン Envy                                            | デビー・ディングマン                                  | 日本では劇場未公開 | 日野由利加                                                       |
| 2005   | コンスタンティン Constantine                                   | アンジェラ・ドッドソン / イザベル・ドッドソン         | | 甲斐田裕子（ソフト版） 岡寛恵（テレビ朝日版）                    |
| 2005   | ナイロビの蜂 The Constant Gardener                             | テッサ・クエイル                                      | アカデミー助演女優賞受賞 ゴールデングローブ賞 助演女優賞受賞 英国アカデミー賞 主演女優賞ノミネート                    | 湯屋敦子                                                         |
| 2006   | ファウンテン 永遠につづく愛 The Fountain                       | イザベル / イジー・クレオ                             | | 安藤麻吹                                                         |
| 2006   | エラゴン 意志を継ぐ者 Eragon                                   | サフィラ                                              | 声の出演 | 林真里花                                                         |
| 2007   | ブラザーサンタ Fred Claus                                      | ワンダ                                                | | 岡寛恵                                                           |
| 2007   | マイ・ブルーベリー・ナイツ My Blueberry Nights                 | スー・リン                                            | | 石塚理恵                                                         |
| 2008   | ラブ・ダイアリーズ Definitely, Maybe                           | サマー・ハートリー                                    | 日本では劇場未公開 | 甲斐田裕子                                                       |
| 2008   | ブラザーズ・ブルーム The Brothers Bloom                        | ペネロペ・スタンプ                                    | 日本では劇場未公開 | 三石琴乃                                                         |
| 2009   | アレクサンドリア Agora                                         | ヒュパティア                                          | | 田中敦子                                                         |
| 2009   | ラブリーボーン The Lovely Bones                                | アビゲイル・サーモン                                  | | 甲斐田裕子                                                       |
| 2010   | トゥルース 闇の告発 The Whistleblower                          | キャシー・ボルコバック                                | 日本では劇場未公開 | 不明                                                             |
| 2011   | MI5:消された機密ファイル Page Eight                            | ナンシー・ピアパン                                    | テレビ映画 | 中道美穂子                                                       |
| 2011   | 360                                                            | ローズ                                                | 日本では劇場未公開 | （吹き替え版なし）                                               |
| 2011   | ドリームハウス Dream House                                     | リビー・アテントン                                    | | 甲斐田裕子                                                       |
| 2011   | 愛情は深い海の如く The Deep Blue Sea                           | ヘスター・コリアー                                    | ニューヨーク映画批評家協会賞 主演女優賞受賞 ゴールデングローブ賞 主演女優賞 (ドラマ部門)ノミネート 日本では劇場未公開 | （吹き替え版なし）                                               |
| 2012   | ボーン・レガシー The Bourne Legacy                             | マルタ・シェアリング博士                              | | 松雪泰子                                                         |
| 2013   | オズ はじまりの戦い Oz: The Great and Powerful                 | エヴァノラ                                            | | 甲斐田裕子                                                       |
| 2015   | ロブスター The Lobster                                         | 近眼の女                                              | | 浅井晴美                                                         |
| 2015   | グランドフィナーレ Youth                                       | レナ・バリンジャー                                    | | 湯屋敦子                                                         |
| 2016   | コンプリート・アンノウン 〜私の知らない彼女〜 Complete Unknown | アリス・マニング                                      | 日本では劇場未公開 | （吹き替え版なし）                                               |
| 2016   | 光をくれた人 The Light Between Oceans                          | ハナ                                                  | | （吹き替え版なし）                                               |
| 2016   | 否定と肯定 Denial                                              | デボラ・E・リップシュタット                           | | 田中敦子                                                         |
| 2017   | レイチェル My Cousin Rachel                                    | レイチェル・アシュリー                                | 日本では劇場未公開、2019年2月にWOWOWで放映                                                                            | 甲斐田裕子                                                       |
| 2017   | ロニートとエスティ 彼女たちの選択 Disobedience                 | ロニート・クルシュカ                                  | 兼製作 | 湯屋敦子                                                         |
| 2017   | 喜望峰の風に乗せて The Marcy                                   | クレア・クローハースト                                | | （吹き替え版なし）                                               |
| 2018   | 女王陛下のお気に入り The Favorite                              | サラ・チャーチル                                      | アカデミー賞助演女優賞ノミネート 英国アカデミー賞 助演女優賞受賞 ゴールデングローブ賞助演女優賞ノミネート             | 小林さやか                                                       |
| 2021   | ブラック・ウィドウ Black Widow                                 | メリーナ・ヴォストコフ                                | | 田中敦子                                                         |

### テレビ
| 放映年 | 邦題 原題                      | 役名                              | 備考                                          | 吹き替え   |
| ------ | ------------------------------ | --------------------------------- | --------------------------------------------- | ---------- |
| 1993   | 主任警部モース Inspector Morse | アラベラ・ベイドン                | シーズン7 第3話「神々の黄昏」                 |            |
| 1993   | 赤と黒 Scarlet and Black       | マチルド                          | ミニシリーズ                                  |            |
| 2010   | ザ・シンプソンズ The Simpsons  | Dr. Thurmond                      | 声の出演 シーズン22 第7話「バートと伝書バト」 |            |
| 2023   | 戦慄の絆 Dead Ringer           | エリオット / ビヴァリー・マントル | ミニシリーズ                                  | 渋谷はるか |
| 2023   | ホワット・イフ...? What If...? | メリーナ・ヴォストコフ            | 声の出演                                      | 田中敦子   |

## 日本語吹き替え
田中敦子と甲斐田裕子が担当することが多い。